# Alphacrambus razowskii
Alphacrambus razowskii là một loài bướm đêm trong họ Crambidae.